# Чукотский проезд
Чуко́тский проезд — улица на северо-востоке Москвы в Бабушкинском районе Северо-восточного административного округа, идёт от улицы Менжинского до улицы Чичерина. Назван в 1982 году по Чукотскому полуострову на крайнем северо-востоке России.

## Расположение
Чукотский проезд начинается от улицы Менжинского, проходит вдоль поймы реки Яуза у рекреационной зоны и оканчивается на пересечении с улицей Чичерина.

## Учреждения и организации
- № 2 — спортивно-досуговый центр «Брэк»;
- № 4 — Управление Департамента семейной и молодёжной политики города Москвы по СВАО;
- № 4, корпус 2 — детский сад № 1591;
- № 6 — школа № 1410 имени Росалии де Кастро (с углублённым изучением английского и испанского языков);
- № 6-а — травмпункт № 3 городской поликлиники № 218;
- № 8 — ЦНИИ Министерства обороны РФ; стоматологическая поликлиника СВАО № 32.

## Общественный транспорт
По Чукотскому проезду проходит 1 маршрут электробуса (данные на 25 августа 2024 года):
- 349: Осташковская улица —  Бабушкинская — Чукотский проезд

## Галерея

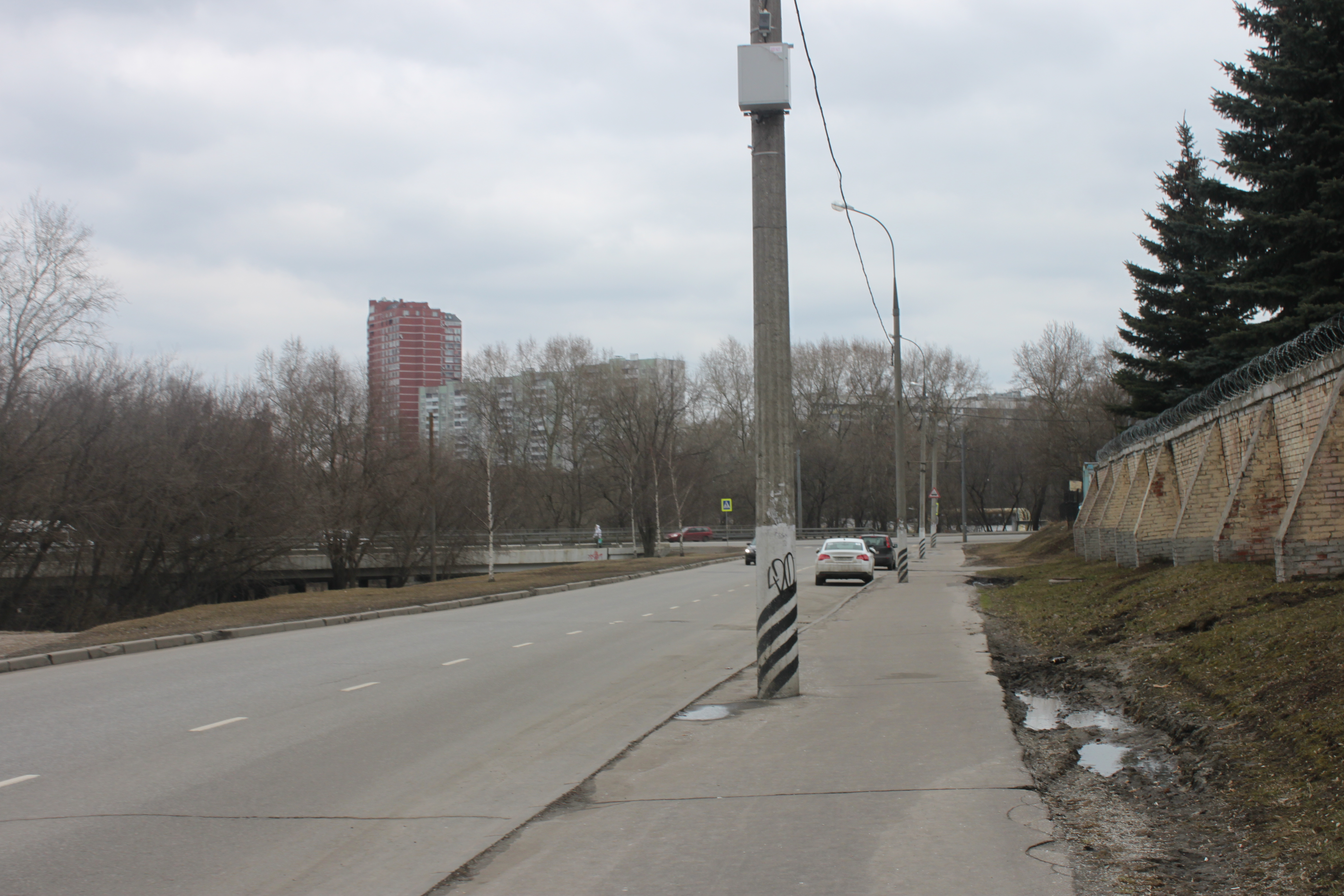
Начало улицы
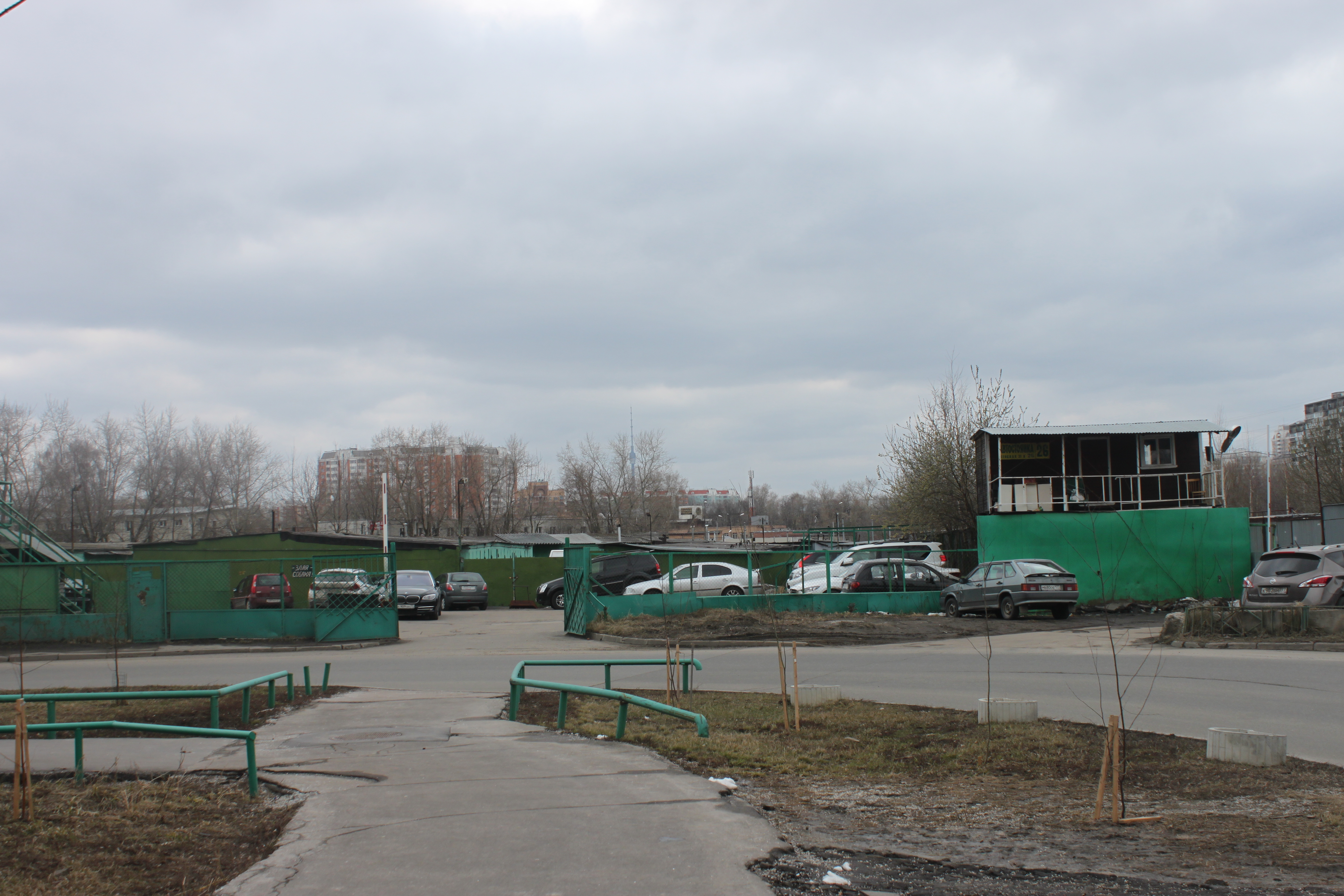
Автостоянка
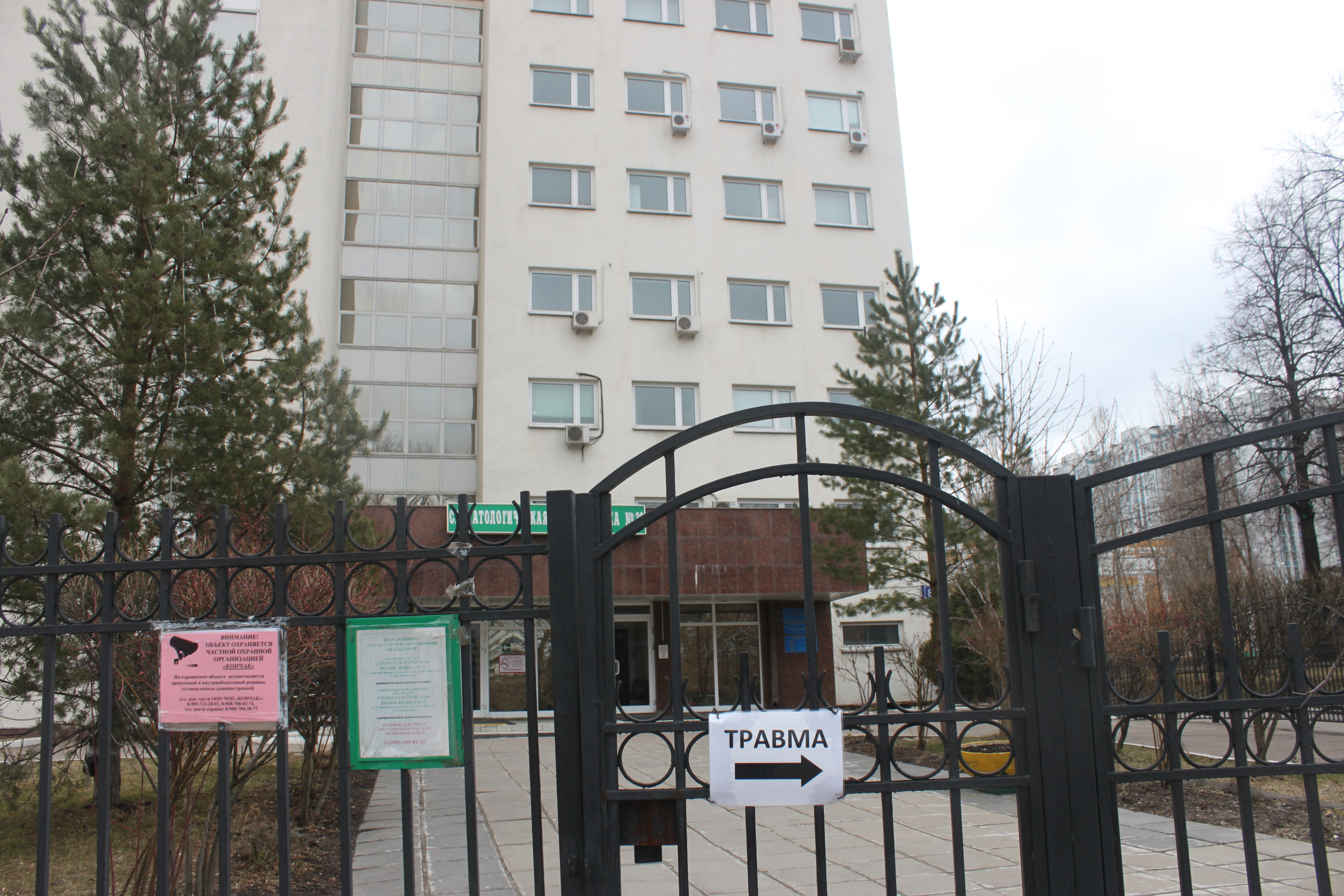
Стоматология
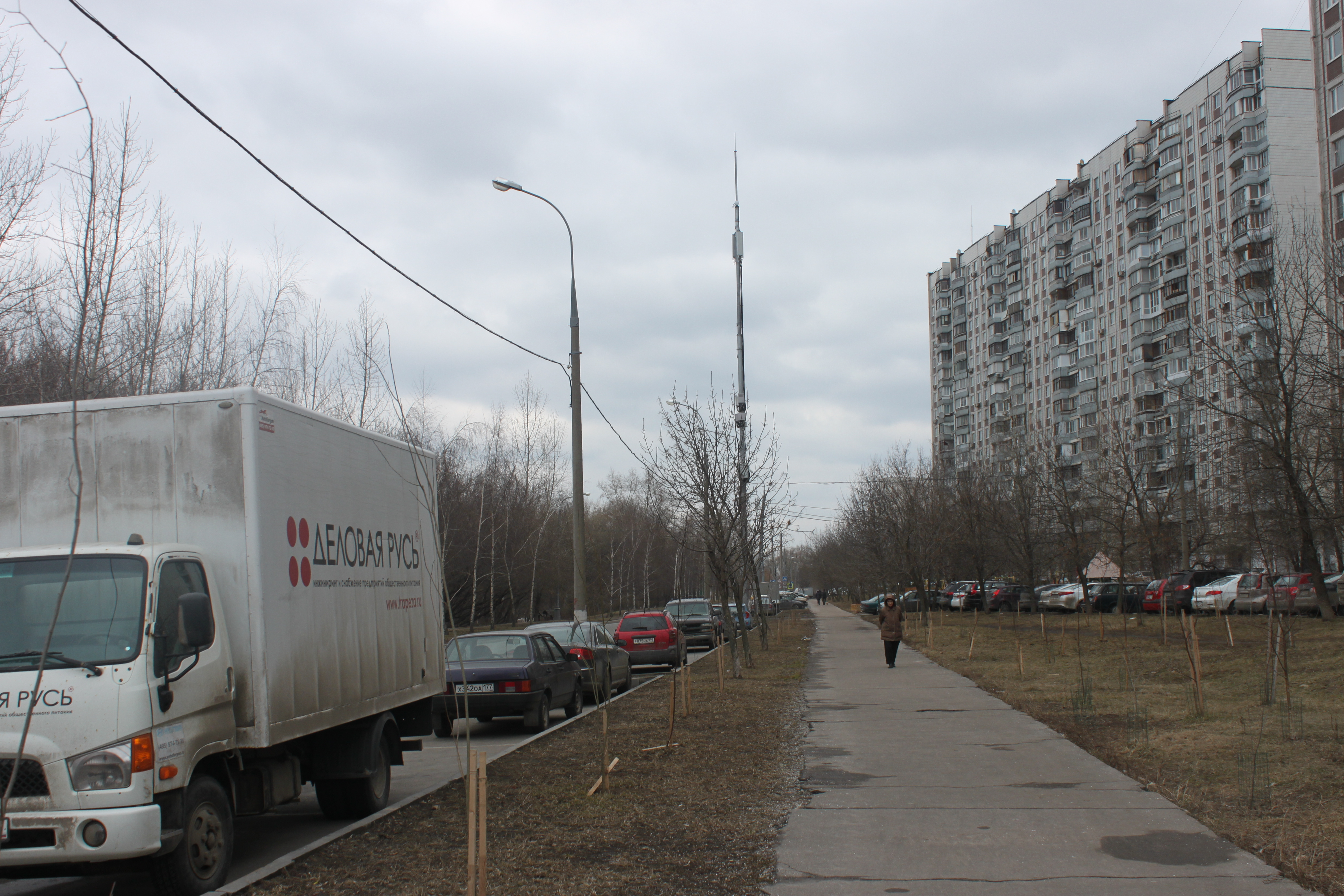
Вид с конца улицы
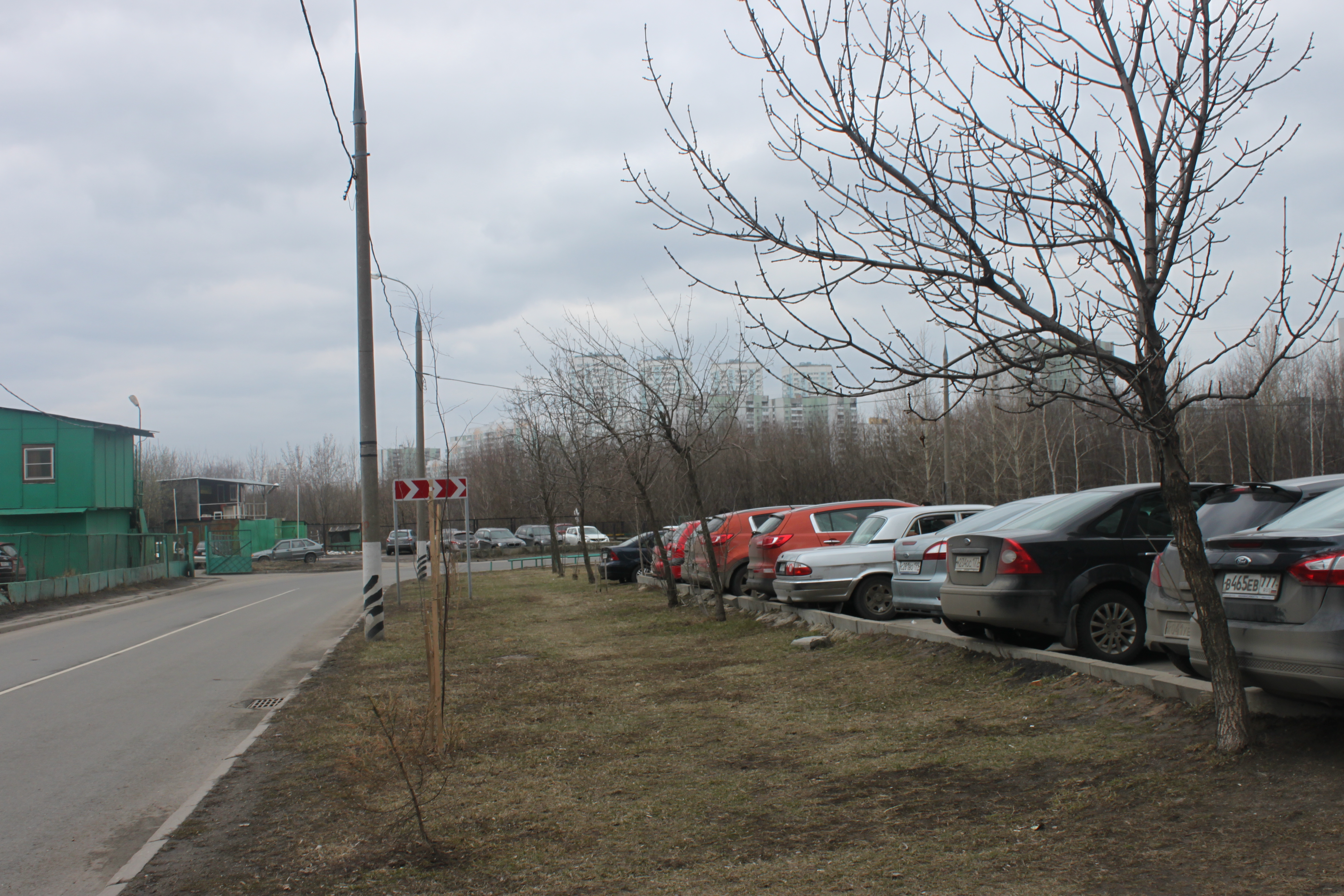
Вид на Чукотский проезд с улицы Чичерина
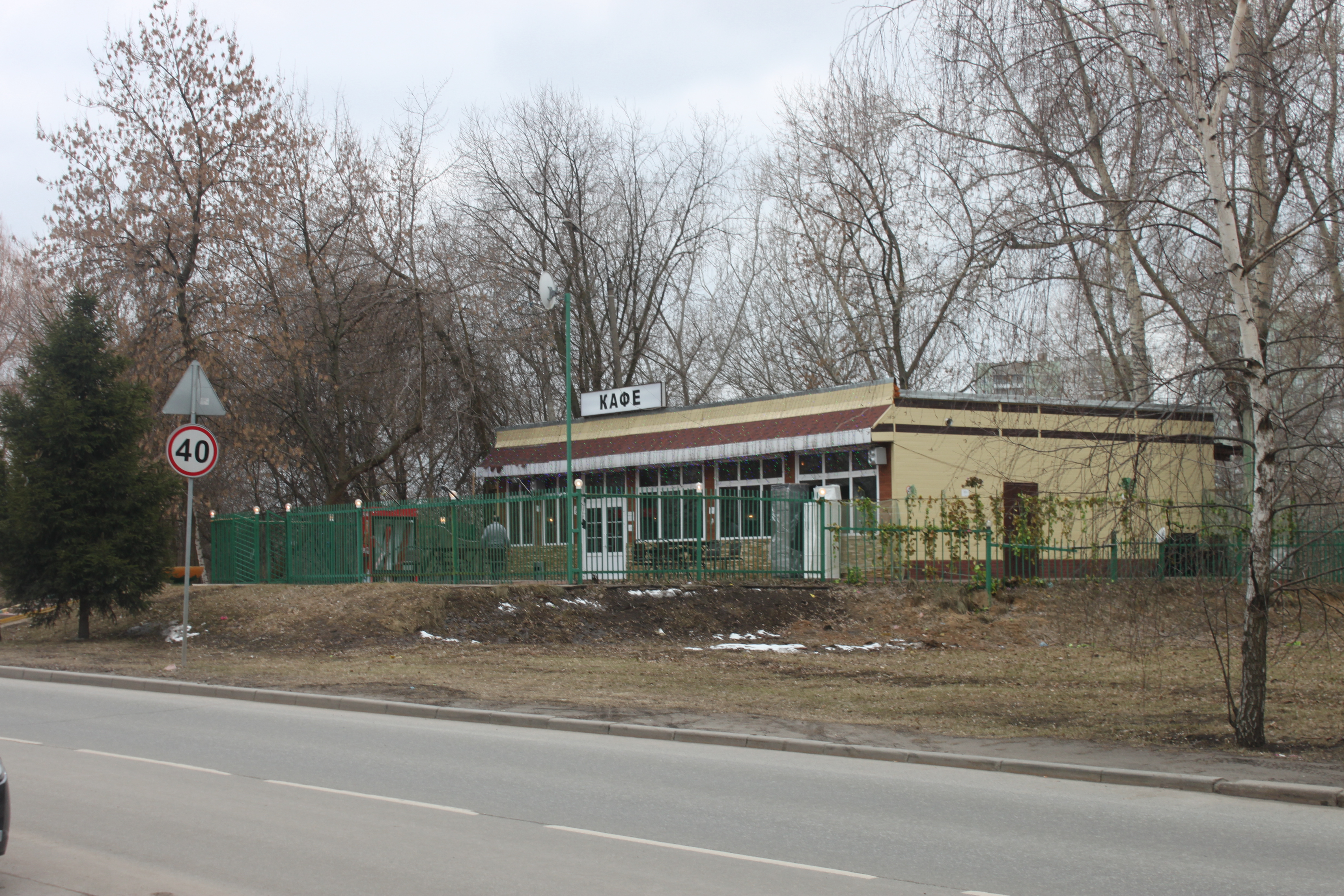
Кафе